# Theodor Wenzig
Johann Theodor Wenzig ( * 1824 - 1892 ) fue un botánico y farmacéutico alemán. Desarrolló gran parte de su actividad científica en el Jardín Botánico de Berlín.
- La abreviatura «Wenz.» se emplea para indicar a Theodor Wenzig como autoridad en la descripción y clasificación científica de los vegetales.[2]

Posee 64 registros IPNI de sus identificaciones y clasificaciones de nuevas especies, las que publicaba habitualmente en : Bot. Centralbl.; Bot. Jahrb. Syst.; Linnaea; Jahrb. Königl. Bot. Gart. Berlin; Flora 71